# مقياس الهيموغلوبين
مقياس الهيموغلوبين هو جهاز طبي يستخدم لقياس تركيز الهيموغلوبين في الدم. يمكن أن تعمل عن طريق القياس الضوء الطيفي لتركيز الهيموغلوبين. توفر مقاييس الهيموغلوبين المحمولة قياساً سهلاً ومريحاً لمتغيرات الدم، خاصة في المناطق التي لا تتوفر فيها علم المختبرات السريرية.
وفقاً للمبادئ التوجيهية للمنظمة الوطنية لمكافحة الإيدز للحصول على نتائج دقيقة وفحص جماعي، فإن التحليل[بحاجة لمصدر] باستخدام مقياس الهيموجلوبين هو طريقة موصى بها تستخدم لقياس امتصاصية الدم الكامل عند هيموجلوبين / أُكْسِي هيمُوغْلُوبين / نقطة تساوي الامتصاصية،[بحاجة لمصدر] بناء على تقنية كويب مجهري مثل هيموكيو 301 وموكشيت-تشاندا- أ م 005 أ.